# Tower 42
La Tower 42 és un gratacel situat a la ciutat britànica de Londres. Actualment és el quart edifici més alt de la capital del Regne Unit. Originàriament, va ser construït pel National Westminster Bank i d'aquí el seu antic nom: NatWest Tower. Vist des de dalt, la silueta de l'edifici s'assembla moltíssim al logotip del banc.
La torre, dissenyada per Richard Seiferd, és a Broad Street. Es va construir entre l'any 1971 i el 1979. Es va inaugurar oficialment l'any següent, 1980. Les obres van costar uns 72 milions de lliures.
Amb 183 metres d'alçada repartits en 42 plantes, va ser l'edifici més alt del Regne Unit durant deu anys fins que es va acabar la construcció de l'One Canada Square el 1990.
A hores d'ara, l'edifici té múltiples inquilins i consta d'oficines i dos restaurants als pisos 24 i 42. L'any 2011, va ser comprat per l'home de negocis sud-africà Nathan Kirsh per 282,5 milions de lliures esterlines.